# Microrégion du Vão do Paranã
La microrégion du Vão do Paranã est l'une des deux microrégions qui subdivisent l'est de l'État de Goiás au Brésil.
Elle comporte 12 municipalités qui regroupaient 109 633 habitants en 2012 pour une superficie totale de 17 389 km2.

## Municipalités
- Alvorada do Norte
- Buritinópolis
- Damianópolis
- Divinópolis de Goiás
- Flores de Goiás
- Guarani de Goiás
- Iaciara
- Mambaí
- Posse
- São Domingos
- Simolândia
- Sítio d'Abadia